# Bédeille, Pyrénées-Atlantiques
Bédeille är en kommun i departementet Pyrénées-Atlantiques i regionen Nouvelle-Aquitaine i sydvästra Frankrike. Kommunen ligger i kantonen Montaner som tillhör arrondissementet Pau. År 2022 hade Bédeille 207 invånare.

## Befolkningsutveckling
Antalet invånare i kommunen Bédeille
| Referens: INSEE |